# فينس بيل
فينس بيل (بالإنجليزية: Vince Bell)‏ هو مغن مؤلف ومغني أمريكي، ولد في 16 سبتمبر 1951 في دالاس في الولايات المتحدة.

## وصلات خارجية
- الموقع الرسمي
- فينس بيل على موقع IMDb (الإنجليزية)
- فينس بيل على موقع ميوزك برينز (الإنجليزية)
- فينس بيل على موقع ديسكوغز (الإنجليزية)